# Dilophonotini
Dilophonotini là một tông bướm đêm trong họ Sphingidae.

## Phân loại

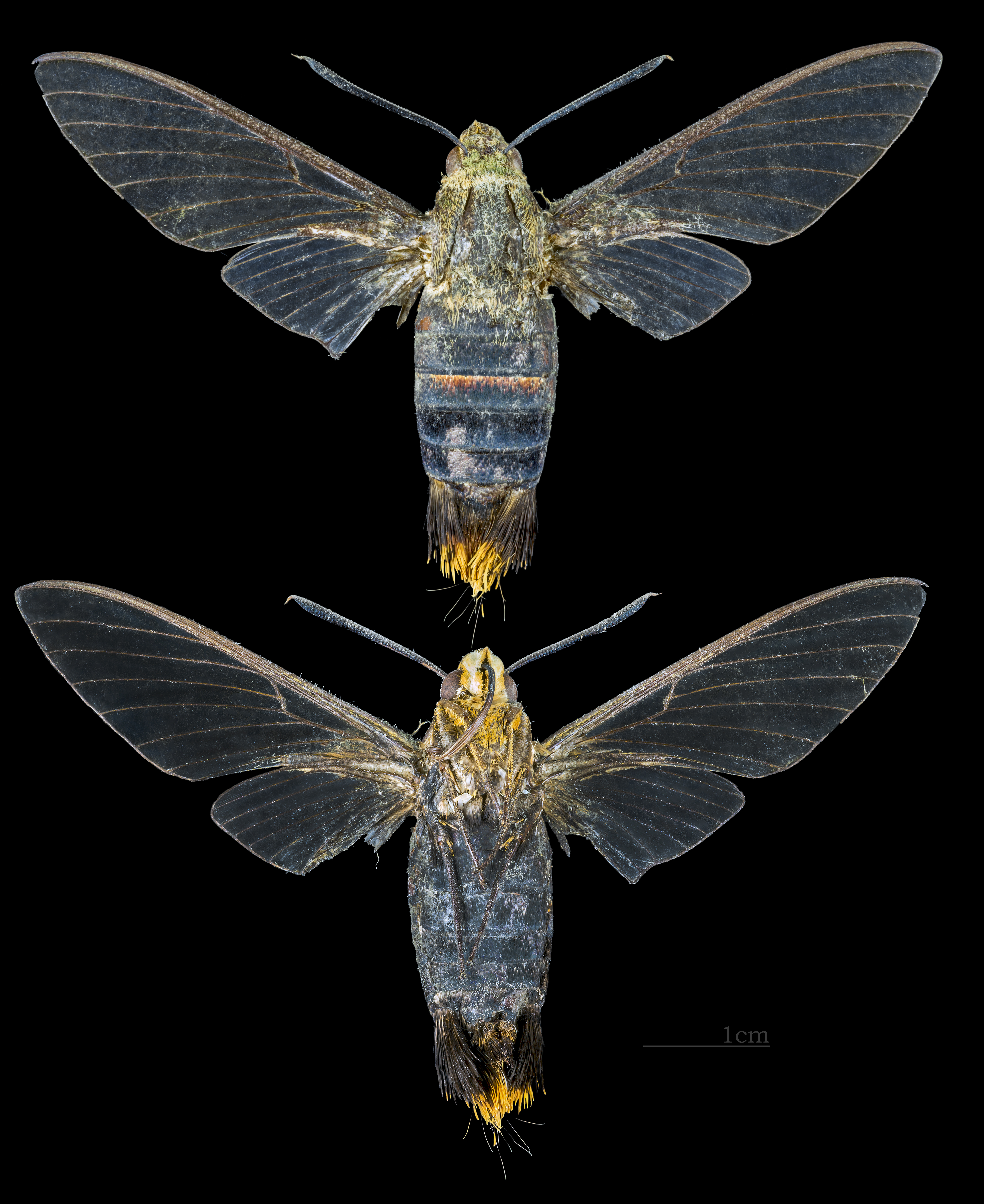
Cephonodes
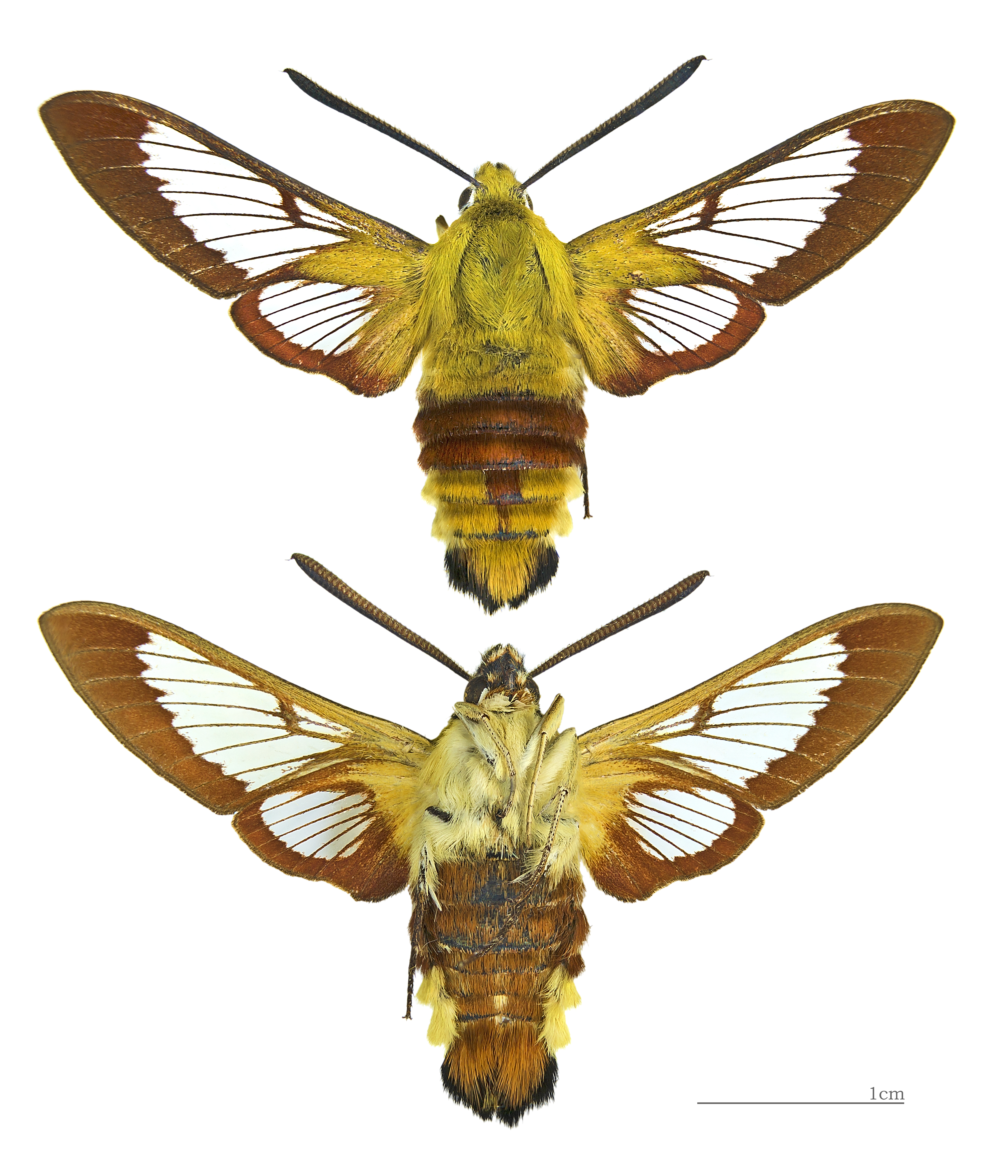
Hemaris

- Phụ tông Dilophonotina - Burmeister, 1878
  - Chi Aellopos - Hübner, 1819
  - Chi Aleuron - Boisduval, 1870
  - Chi Baniwa - Lichy, 1981
  - Chi Callionima - Lucas, 1857
  - Chi Cautethia - Grote, 1865
  - Chi Enyo - Hübner, 1819
  - Chi Erinnyis - Hübner, 1819
  - Chi Eupyrrhoglossum - Grote, 1865
  - Chi Hemeroplanes - Hübner, 1819
  - Chi Himantoides - Butler, 1876
  - Chi Isognathus - C. & R. Felder, 1862
  - Chi Kloneus - Skinner, 1923
  - Chi Madoryx - Boisduval, 1875
  - Chi Nyceryx - Boisduval, 1875
  - Chi Oryba - Walker, 1856
  - Chi Pachygonidia - Fletcher, 1982
  - Chi Pachylia - Walker, 1856
  - Chi Pachylioides - Hodges, 1971
  - Chi Perigonia - Herrich-Schäffer, 1854
  - Chi Phryxus - Hübner, 1819
  - Chi Protaleuron - Rothschild & Jordan, 1903
  - Chi Pseudosphinx - Burmeister, 1856
  - Chi Stolidoptera - Rothschild & Jordan, 1903
  - Chi Unzela - Walker, 1856

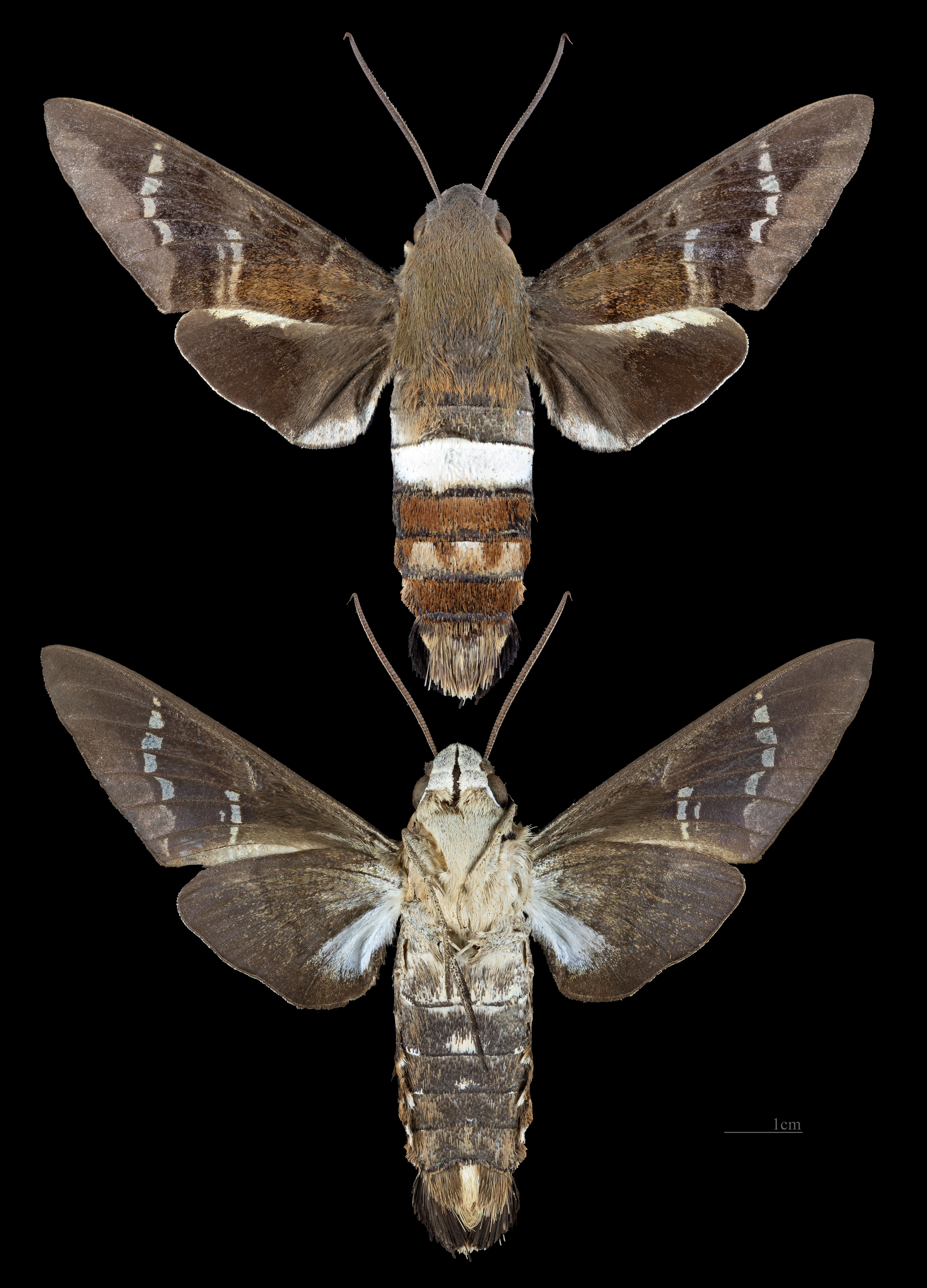
Aellopos
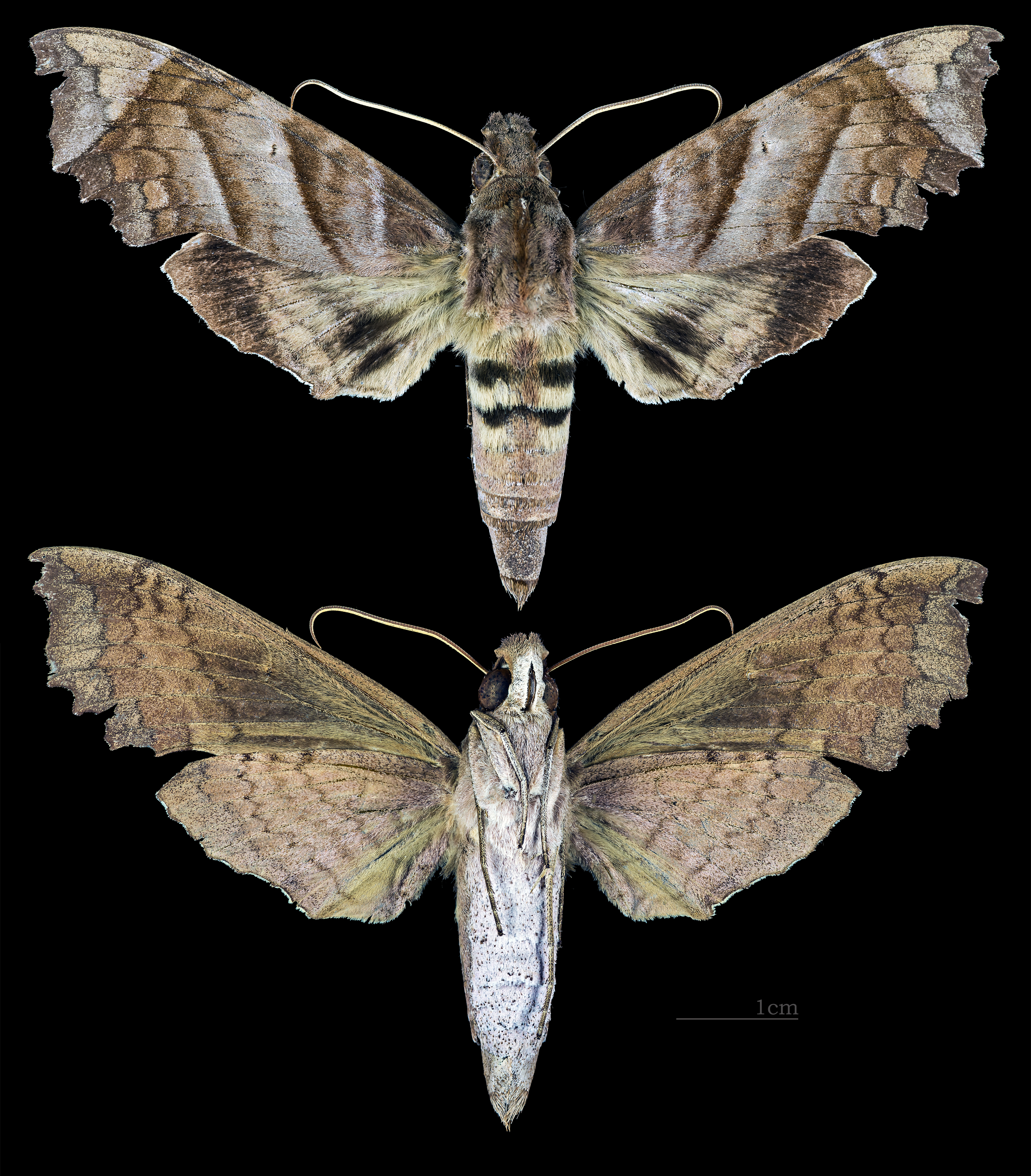
Aleuron
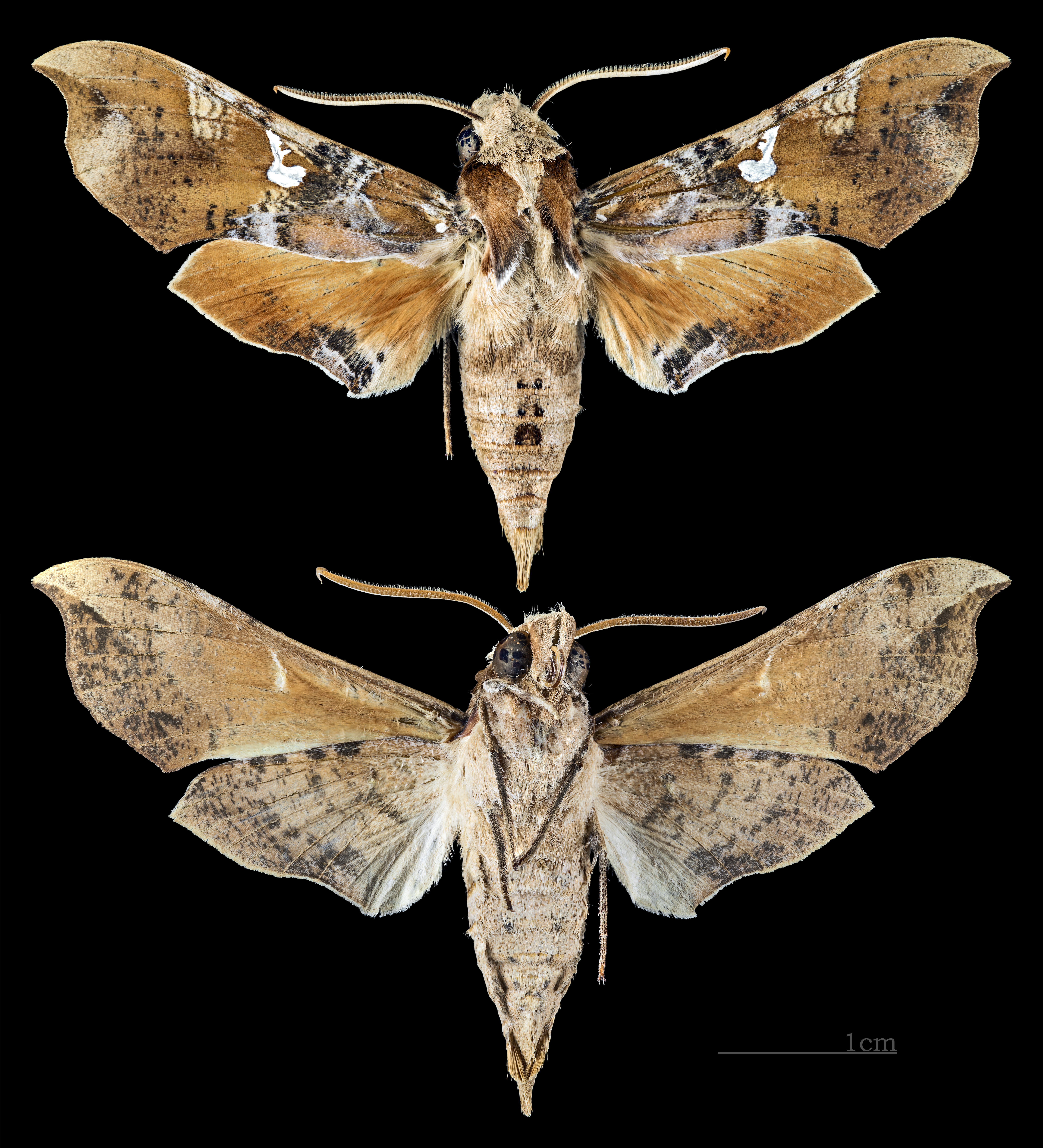
Callionima
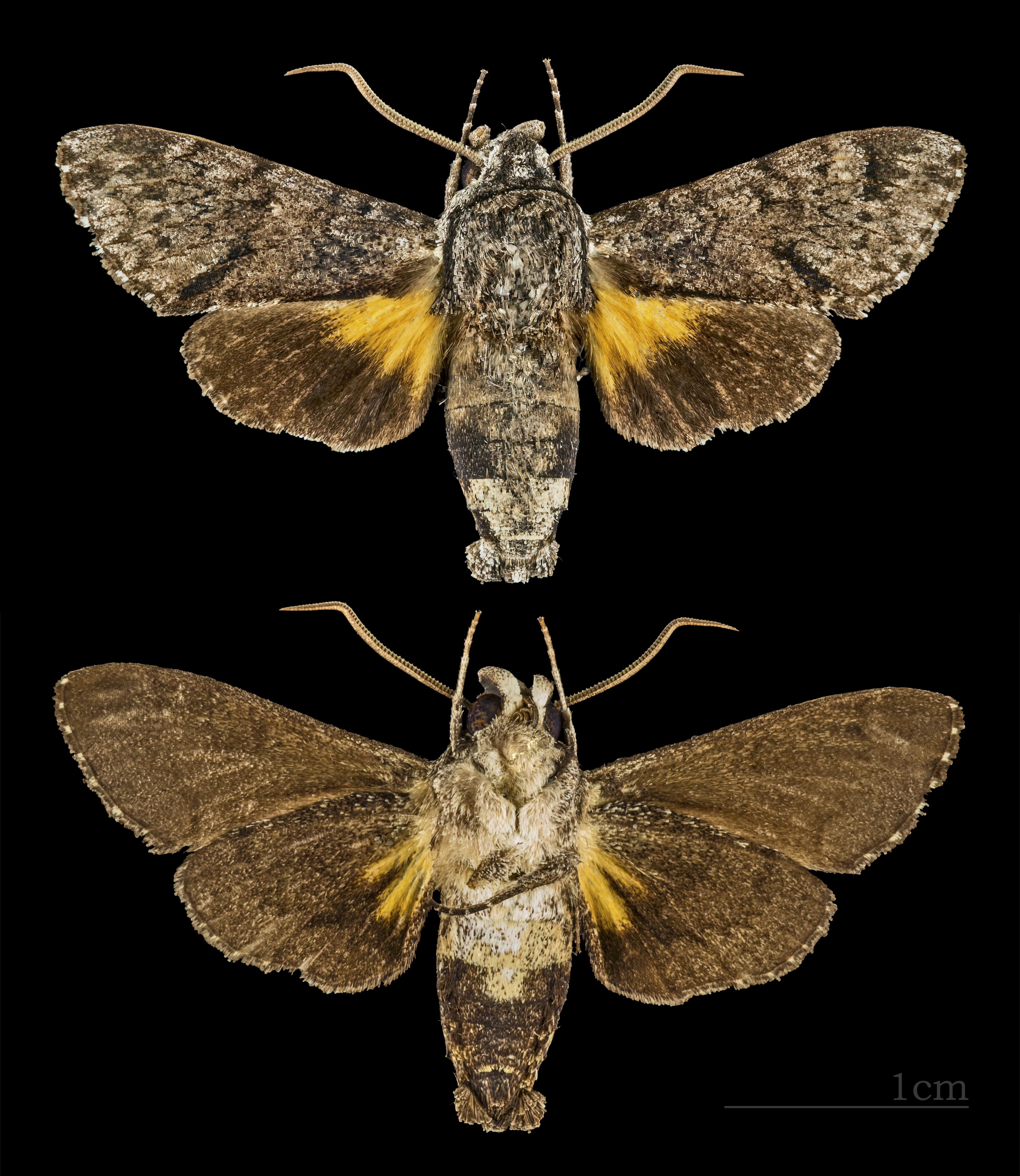
Cautethia
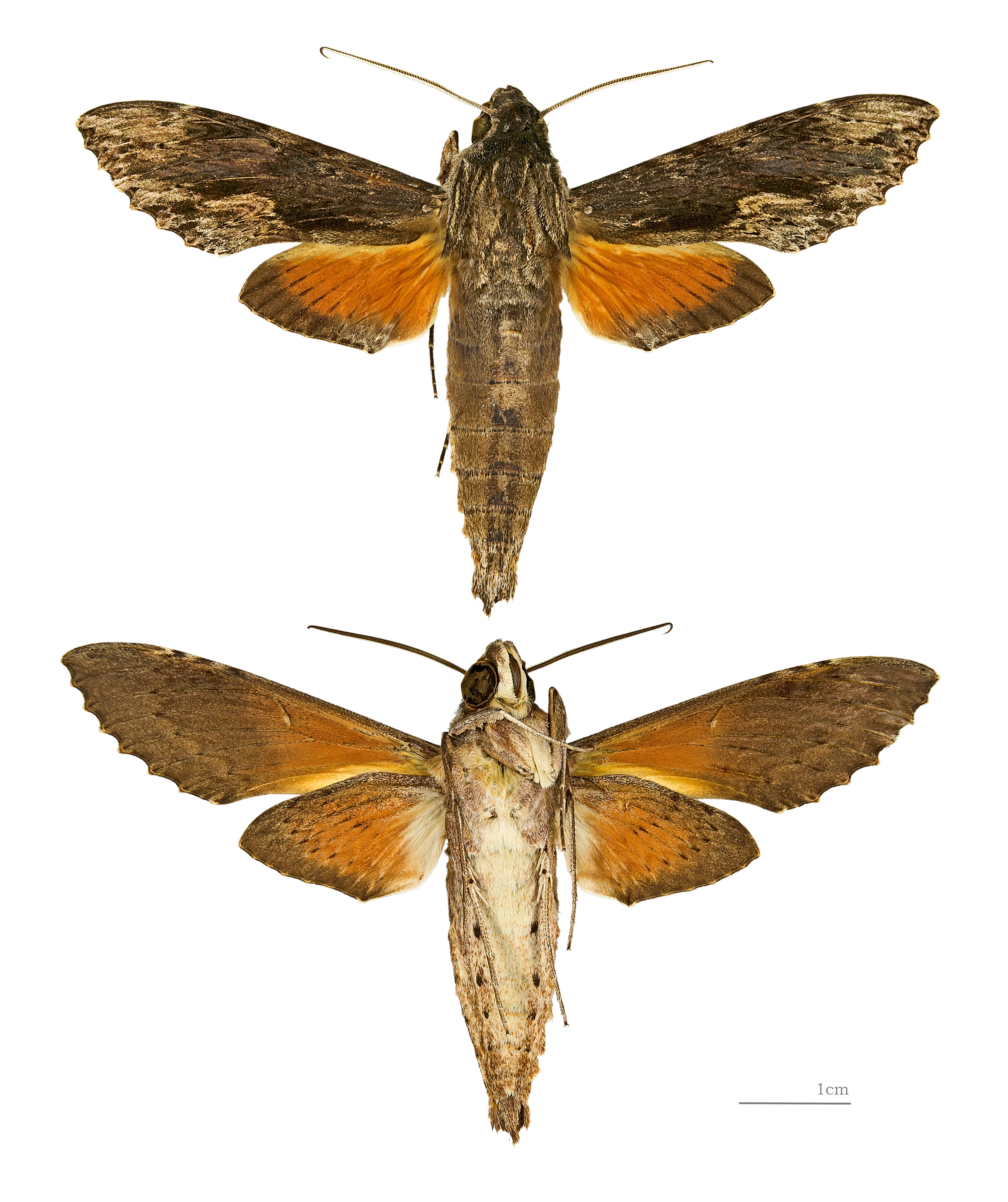
Erinnyis
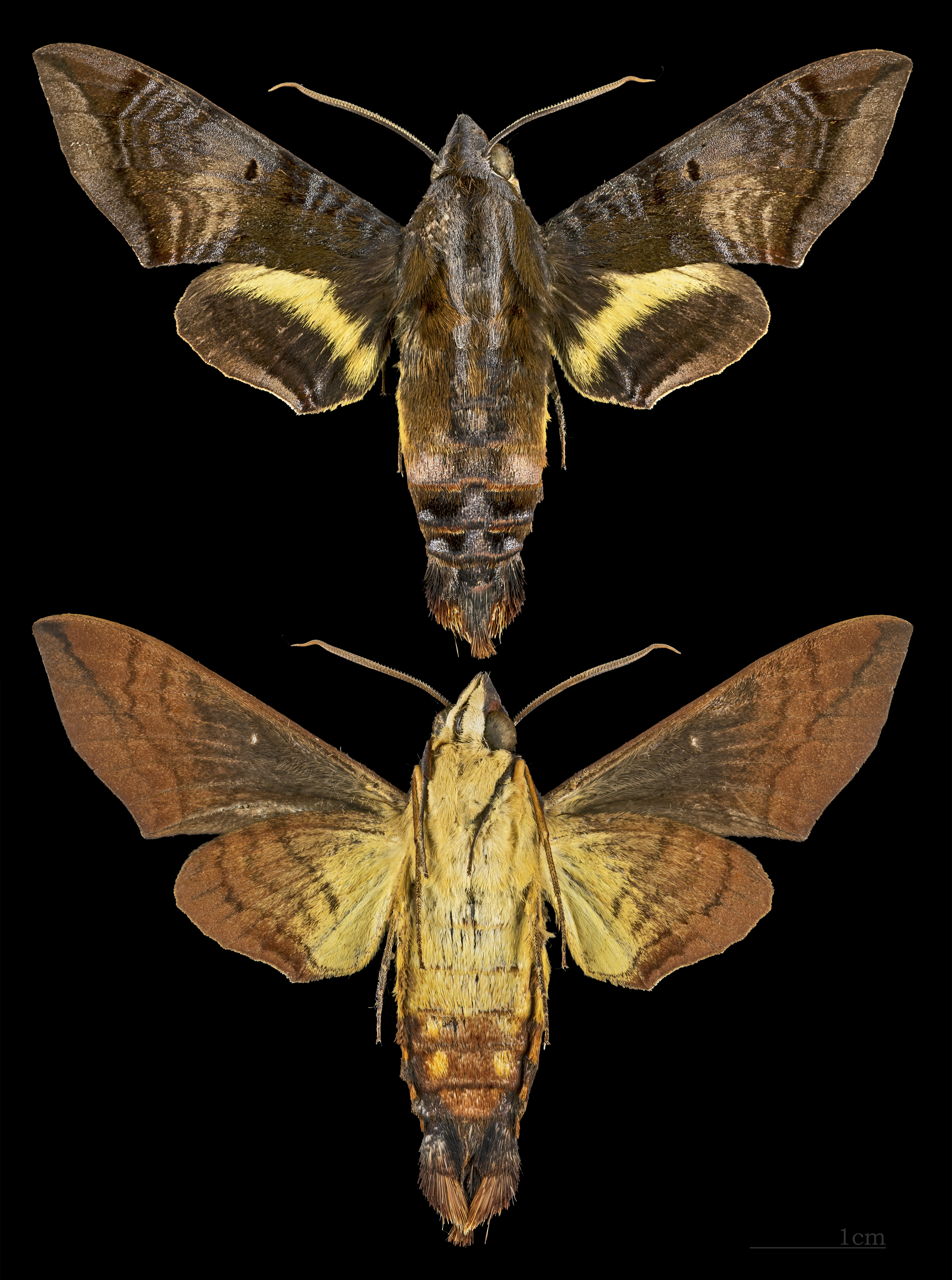
Eupyrrhoglossum
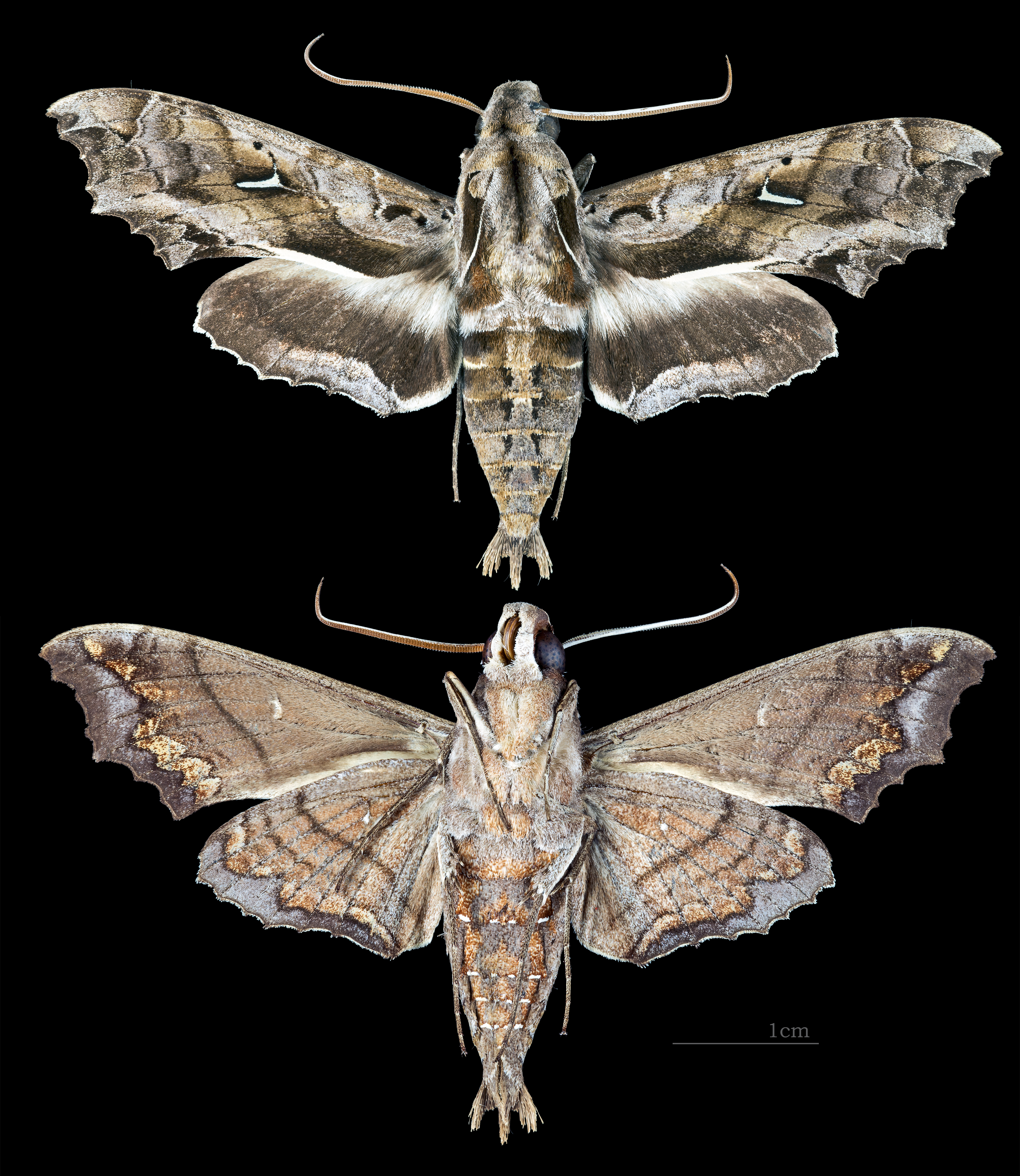
Hemeroplanes
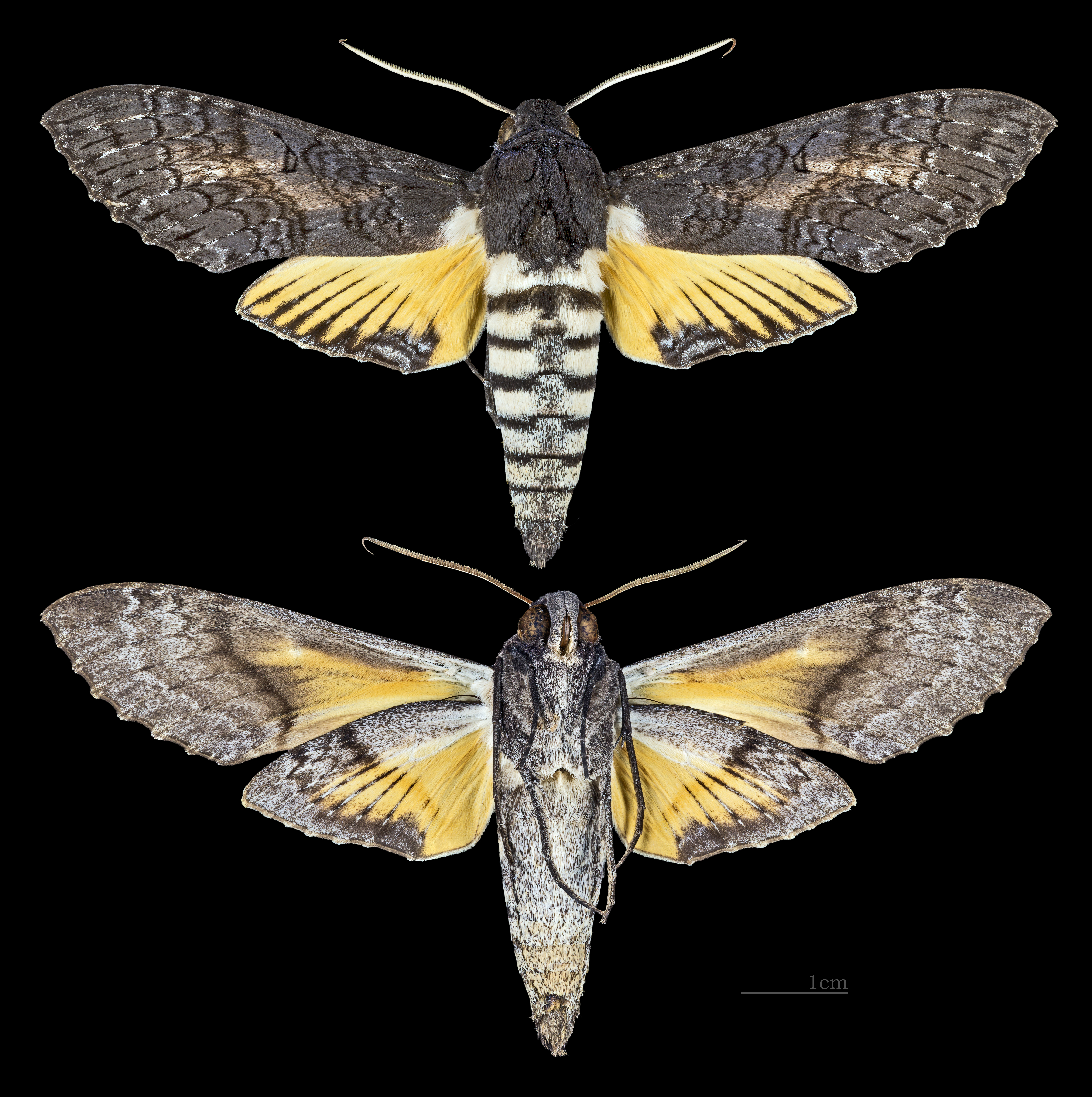
Isognathus
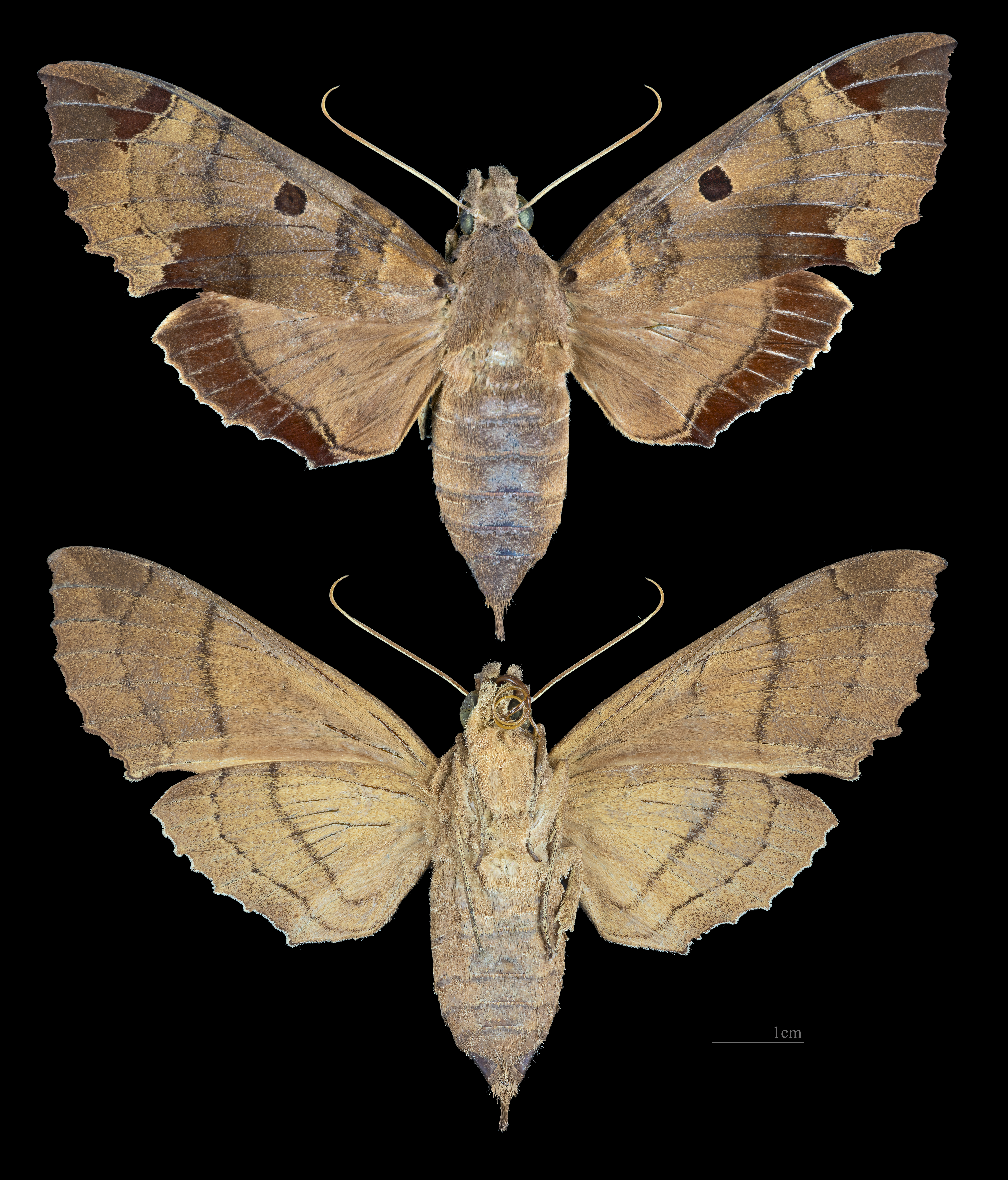
Kloneus
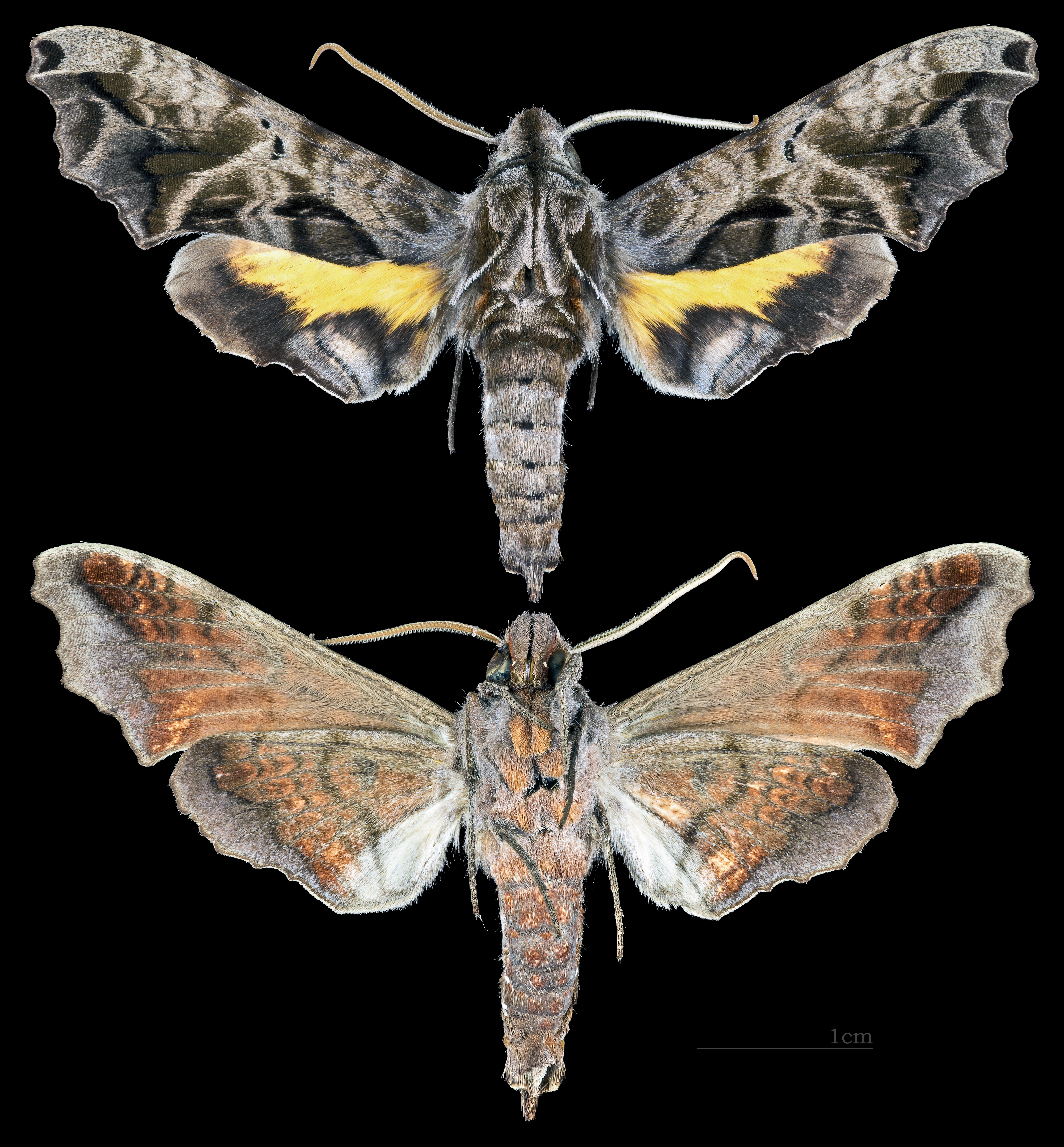
Nyceryx
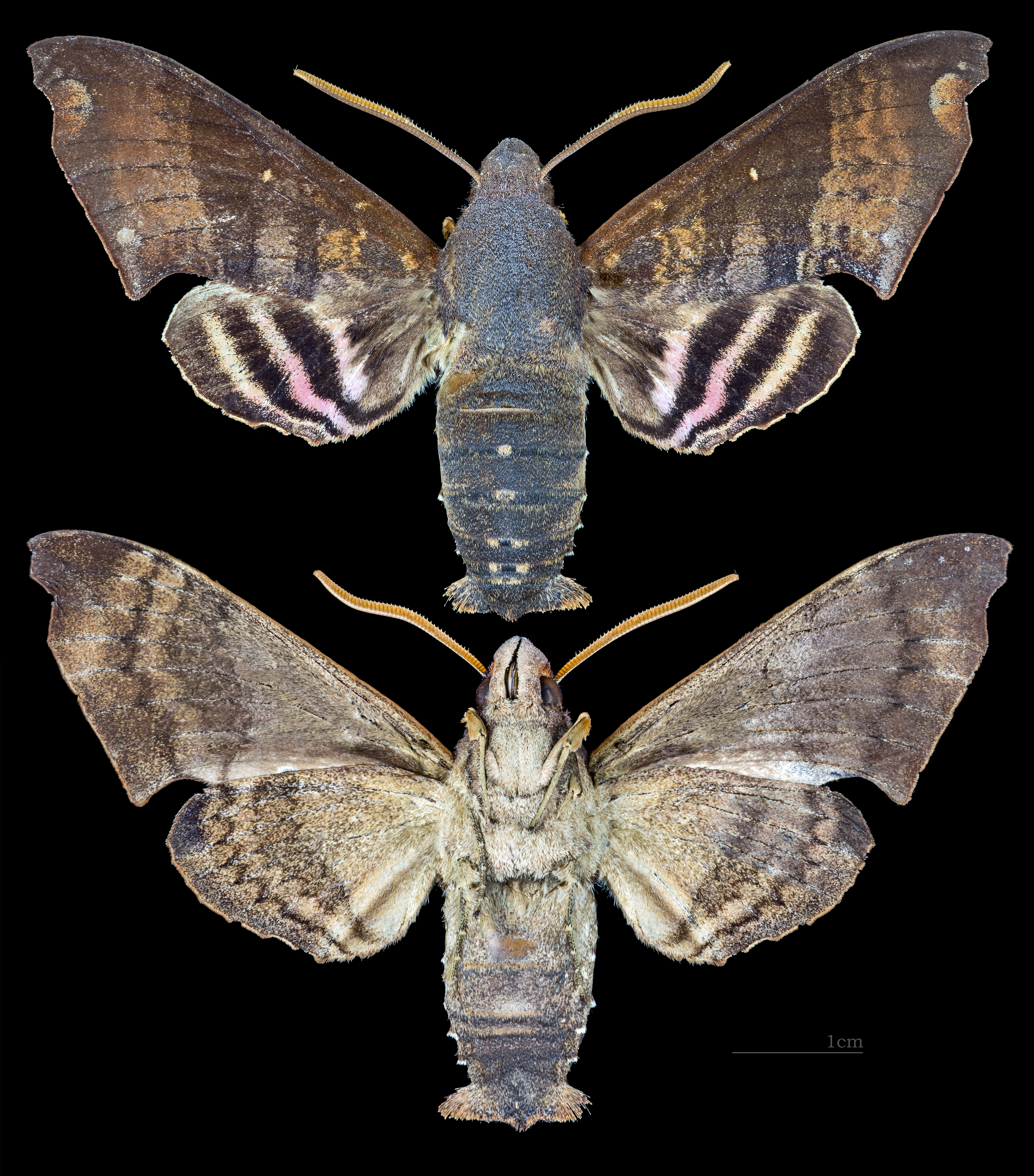
Pachygonidia
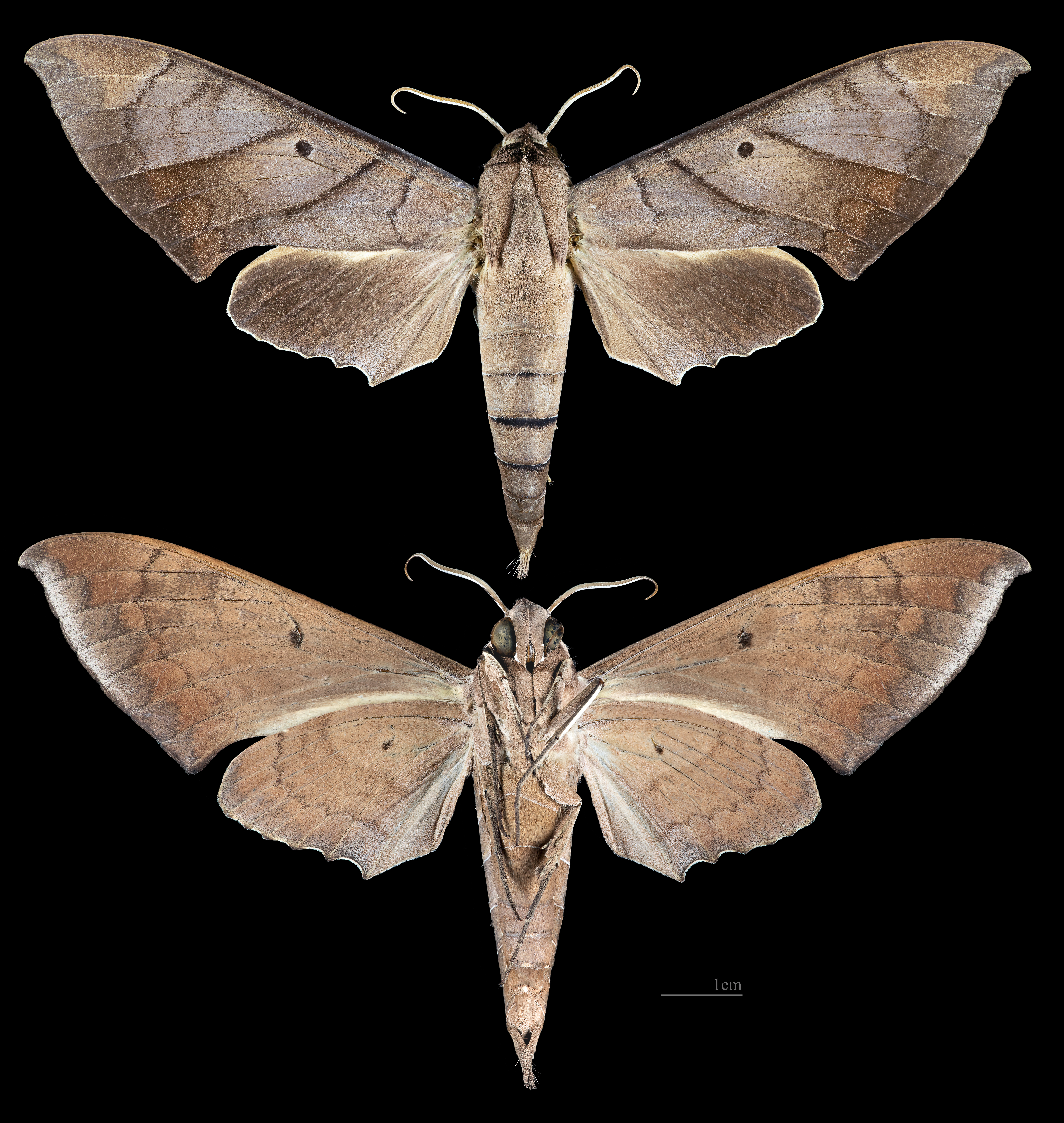
Pachylia
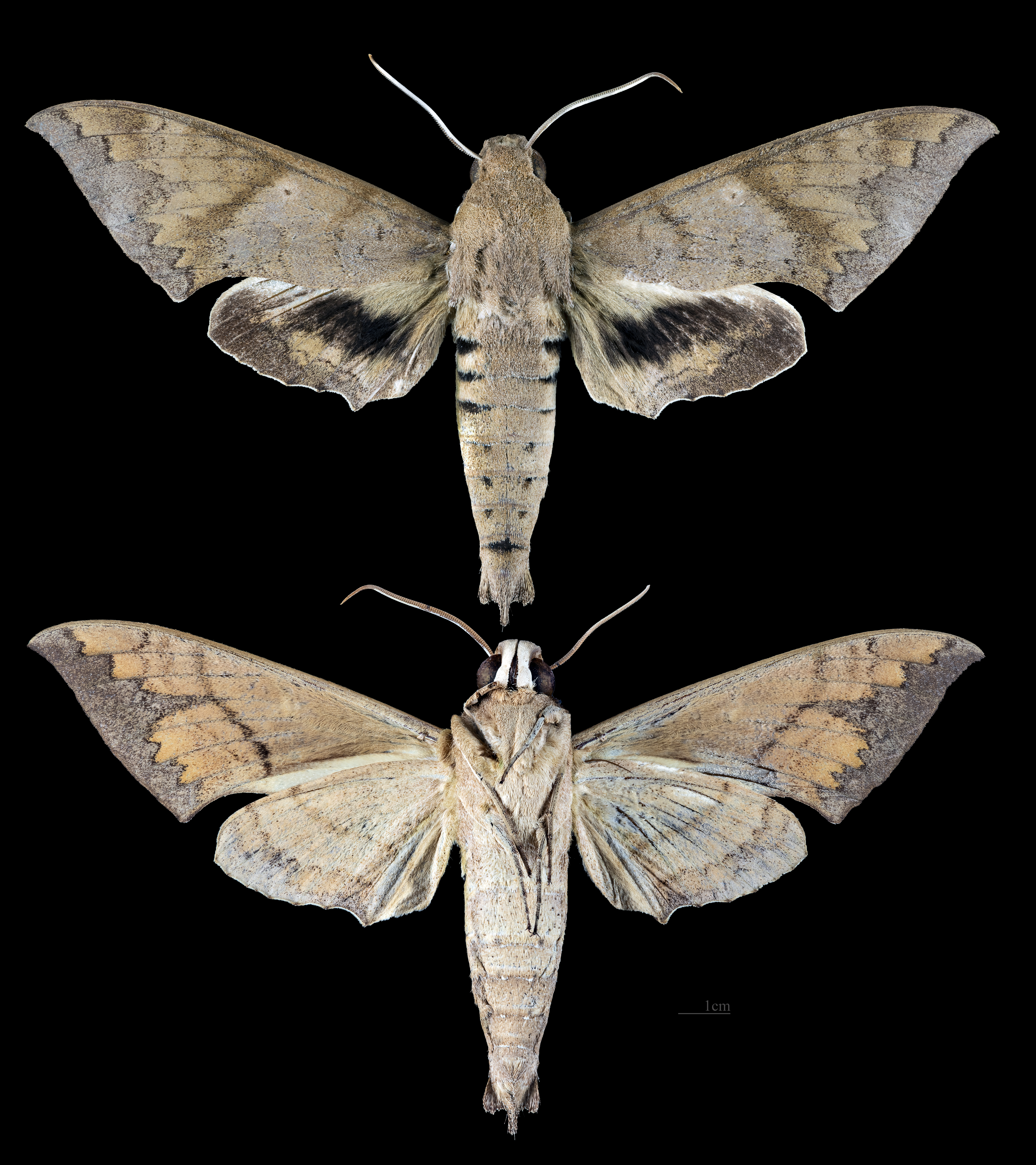
Pachylioides
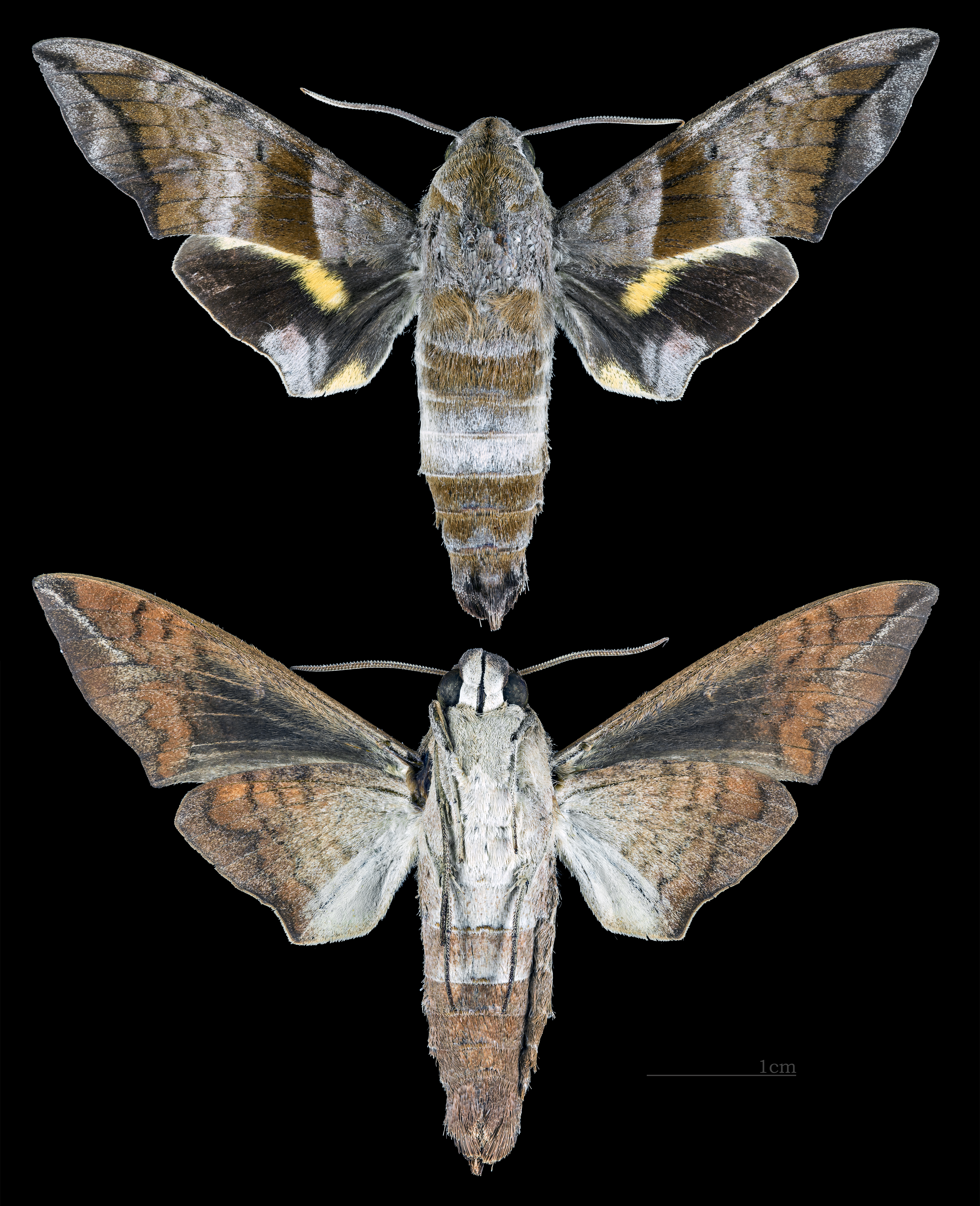
Perigonia
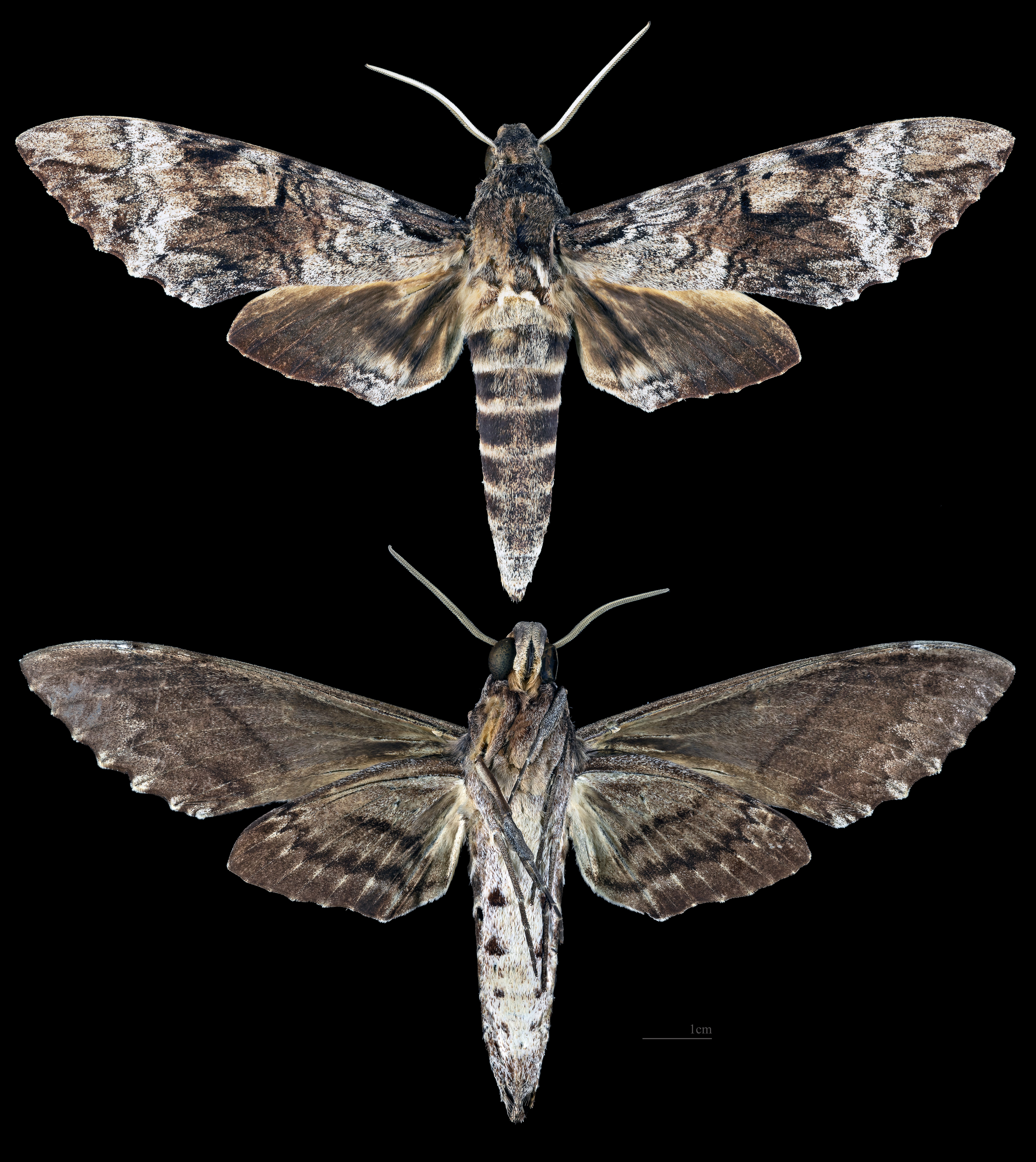
Pseudosphinx
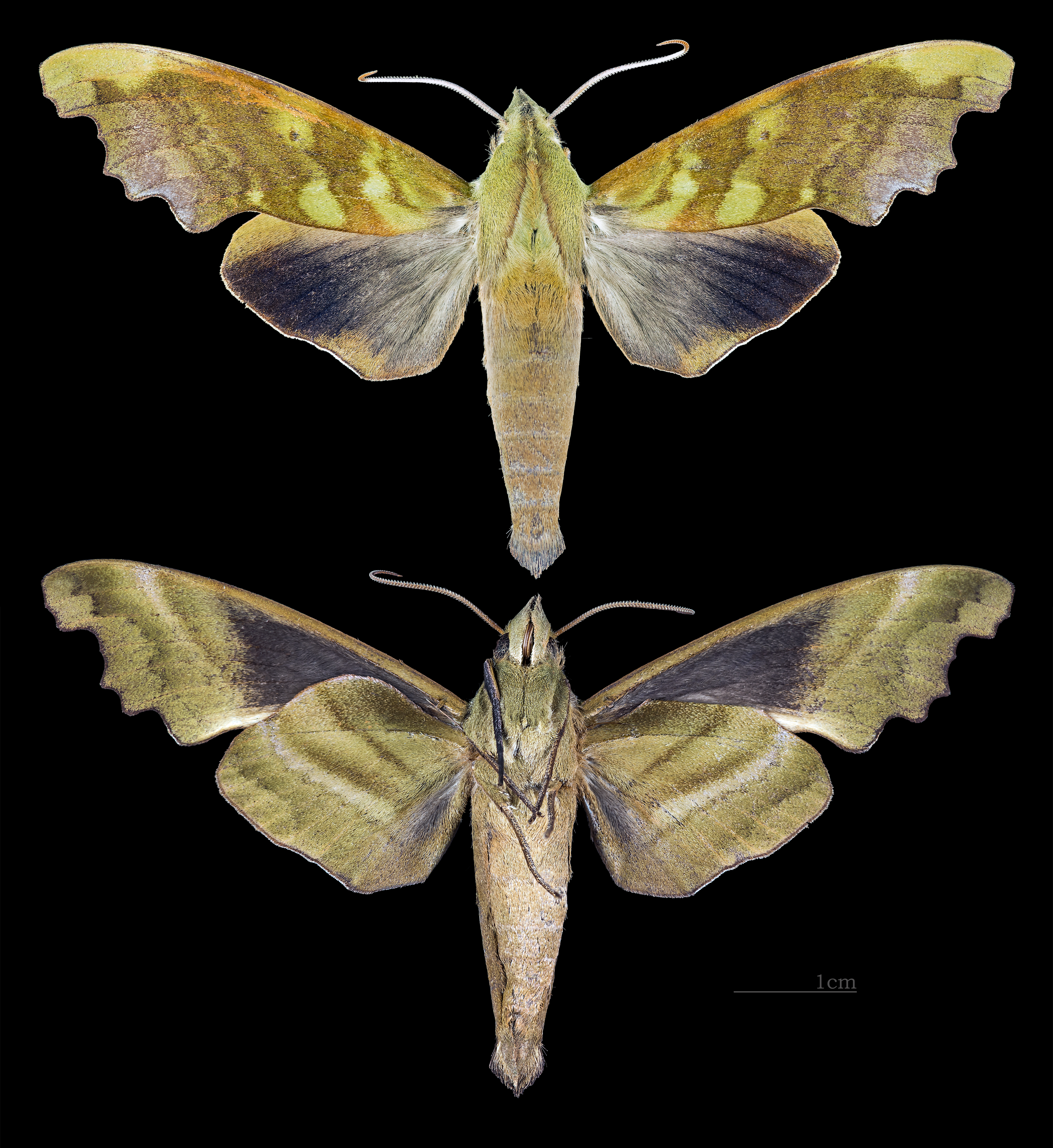
Stolidoptera
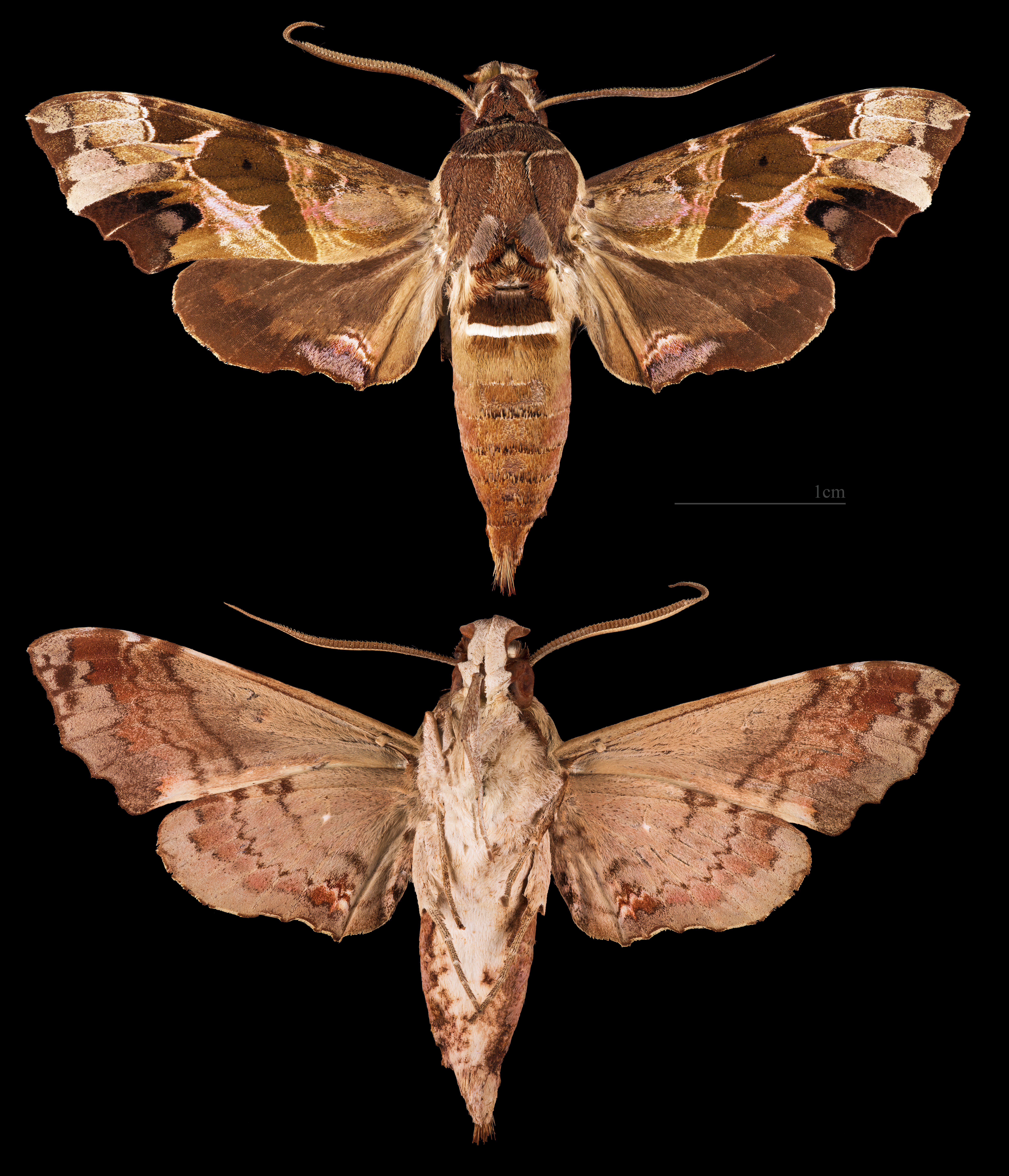
Unzela

- Phụ tông Hemarina - Tutt, 1902
  - Chi Cephonodes - Dalman, 1816
  - Chi Hemaris - Dalman, 1816

- Cephonodes
- Hemaris